# Мовсес Ерзнкаци
Мовсес Ерзнкаци (арм. Մովսես Երզնկացի, 1250-е — 1323) — армянский писатель, богослов и педагог XIII—XIV веков.

## Жизнь и творчество
Родился в середине XIII века в селении Ани-Камах, в благородной семье. Обучение прошёл в монастыре Аваг Ванк недалеко от города Ерзнка, там же стал иереем. Важное значение для изучения средневековой армянской литературы имеет дошедшая до нас рукопись Библии, переписанная Мовсесом в 1289 году. Автор подарил её монастырю св. Григора Просветителя в Ерзнке. В конце этой рукописи содержатся биографические данные о выдающемся культурном и церковно-общественном деятеле Нерсесе Ламбронаци. В 1290-х годах путешествует по Восточной Армении, потом уезжает в Киликию, где продолжает обучение у знаменитого вардапета Геворга Скевраци. В 1293 году, на основе одноимённого труда Хосрова Андзеваци, пишет «Комментарии к требнику» (арм. «Մեկնութիւն ժամակարգութեան»), дополняя сочинения Андзеваци отрывками из трудов Ованеса Одзнеци, Мовсеса Кертоха и Степаноса Сюнеци. В том же году, по просьбе Ованеса Плуза Ерзнкаци, составил другой похожий сборник — «Краткое собрание толкований святой литургии» (арм. «Հավաքումն համառօտ մեկնութեան սրբոյն պատարագի»), куда вошли труды более десяти авторов. На основе около 200 небольших поучительных и агиографических сочинений, а также собственных поучительных трудов, составил книгу «Златочрев» (арм. «Ոսկեփորիկ»). В 1301 году, после смерти Геворга Скевраци, посвятил ему поэму-плач. 

Незадолго после этого (самое позднее к 1307 году) возвращается в Ерзнку и становится настоятелем монастыря св. Григора Просветителя. Во время его настоятельства в монастыре процветает культурная и творческая жизнь, в 1311 году строится церковь св. Богородицы, разворачивается педагогическая и проповедческая деятельность, нацеленная на снижение влияния католической церкви в Армении. В 1309 году пишет своё самое известное сочинение — «Опровержение смешения воды в священной литургии» (арм. «Ընդդիմադրութիւն սակս ջրոյ խառնման ի սուրբ խորհուրդն»), направленное против прокатолических решений VII Сисского собора 1307 года. В первой части «Опровержения» автор защищает армянскую традицию не смешивать воду с вином во время литургии, во второй части критикует Сисский собор, называя его, в частности, «пустым и лживым собранием», в третьей части комментирует труды католикоса Григора Мартиролюба, пытаясь доказать, что не стоит верить Западу и католической церкви, в четвёртой части снова возвращается к Сисскому собору, подробно критикуя принятые там решения. Несмотря на ярую защиту армянских церковных традиций, Мовсес хорошо отзывается и о традициях других церквей, считая что различие в учениях «исключительно терминологическое». 
Все эти беды — дело рук дьявола, который разделил и продолжает делить Церковь, ибо постоянная вражда между нами сохраняет нашу разделённость и таким образом он сможет с лёгкостью победить нас. Так давайте же по крайней мере признавать традиции друг друга с любовью и не презирать друг друга, ибо древние традиции милы каждому и Бог может поддержать и признать их все, поскольку всё, что упорно продолжает существовать, угодно Богу.
Мовсес Ерзнкаци
Примечателен и его церковно-полемический труд «Ответ Григору иерею Трапизонскому» (арм. «Պատասխանի թղթոյն Տրապիզոնի առ հատուածեալն Գրիգոր երէց») — письмо армяно-халкидонскому иерею Григору, в котором опровергаются обвинения, выдвинутые Григором в адрес армянской церкви. В 1322 году был в Иерусалиме, где, по просьбе некоего Акопа, пишет поучительное сочинение «Вероисповедание» (арм. «Դավանութիւն հավատոյ»). В труде Мовсес касается вопросов поведения и деятельности священников. В похожем сочинении «Канонические советы» (арм. «Խրատ կանոնականք») Ерзнкаци пишет о поведении светских людей, об их обязанностях по отношению к церкви. Является автором поэмы «Сеяние от пророка» (арм. «Մարգարէից սա սերմանումն») — акростиха из десяти четверостиший, где первые буквы четверостиший составляют предложение «Мовсеси е са» (арм. Մովսէսի է սա, это от Мовсеса). Ему принадлежат также 20 духовных песен, которые в начале XX века были ошибочно приписаны поэту X века Мовсесу Таронаци. Помимо христианских святых, Мовсес Ерзнкаци воспевает в своих песнях армянских царей и народных героев (Трдата Великого, Вардана Мамиконяна, и других). Умер в 1323 году.